# Langballig
Langballig (tiếng Đan Mạch: Langballe) là một đô thị thuộc huyện Schleswig-Flensburg, trong bang Schleswig-Holstein, nước Đức. Đô thị Langballig có diện tích 15,42 km², dân số thời điểm 31 tháng 12 năm 2006 là 1462 người. Đô thị này nằm gần biển Baltic, khoảng 13 km về phía đông của Flensburg.
Langballig là thủ phủ của Amt ("đô thị chung") Langballig.